# Sacleuxia
Sacleuxia là chi thực vật có hoa trong họ Apocynaceae.